# 戀愛的味道
《戀愛的味道》（韓語：연애의 맛）是一部於2015年5月7日上映的韓國戀愛喜劇電影，也是一部19禁電影，由強藝元、吳志昊、河珠熙主演。該電影講述的是婦產科男醫生和泌尿科女醫生之間的故事。